# 펨토초
펨토초(Femtosecond)는 국제단위계(SI)에서 10−15 또는 1⁄1 000 000 000 000 000 초에 해당하는 시간 단위이다. 즉, 1000조분의 1초 또는 10억분의 1의 100만분의 1초이다.
펨토초가 1초에 대해 갖는 비율은 1초가 약 3169만 년에 대해 갖는 비율과 같다.
예를 들어, 빛은 1 펨토초 동안 약 0.3 μm(마이크로미터)를 이동하는데, 이는 바이러스의 직경과 비슷한 거리이다. 펨토초 측정을 처음 수행한 사람은 이집트의 노벨상 수상자인 아메드 즈웨일이며, 그는 1999년에 이 공로로 노벨 화학상을 수상했다. 즈웨일 교수는 레이저를 사용하여 펨토초 규모에서 입자의 움직임을 측정했으며, 이를 통해 화학 반응을 최초로 관찰할 수 있게 되었다.
펨토초(femtosecond)라는 단어는 SI 접두어인 펨토(femto)와 SI 단위인 초(second)로 구성된다. 기호는 fs이다.
1 펨토초는 1000 아토초 또는 1/1000 피코초와 같다. 다음 상위 SI 단위는 1000배 크므로, 10−14초 및 10−13초의 시간은 일반적으로 수십 또는 수백 펨토초로 표현된다.
- 분자동역학 시뮬레이션의 일반적인 시간 단계는 1 fs 정도이다.[4]
- 가시광선 빛 파동의 주기는 약 2 펨토초의 지속 시간을 갖는다. {\displaystyle {\lambda  \over {c}}={600\times 10^{-9}~{\rm {m}} \over 3\times 10^{8}~{\rm {m}}~{\rm {s}}^{-1}}=2.0\times 10^{-15}~{\rm {s}}} 정확한 지속 시간은 광자의 에너지에 따라 달라지며, 이는 색상을 결정한다. (파동-입자 이중성 참고) 이 시간은 빛이 해당 거리를 이동하는 데 걸리는 시간을 결정하기 위해 빛의 파장을 빛의 속력(약 3×108 m/s)으로 나누어 계산할 수 있다.[5]

| 색상 | 색상 | 파장 구간    | 주기 구간    |
| ---- | ---- | ------------ | ------------ |
|      | 빨강 | ~ 700–635 nm | ~ 2.3–2.1 fs |
|      | 주황 | ~ 635–590 nm | ~ 2.1-2.0 fs |
|      | 노랑 | ~ 590–560 nm | ~ 2.0–1.9 fs |
|      | 녹색 | ~ 560–520 nm | ~ 1.9–1.7 fs |
|      | 시안 | ~ 520–490 nm | ~ 1.7–1.6 fs |
|      | 파랑 | ~ 490–450 nm | ~ 1.6–1.5 fs |
|      | 보라 | ~ 450–400 nm | ~ 1.5–1.3 fs |

## 예시
- 46 fs – 알려진 가장 빠른 화학 반응(물의 방사선 분해로 H2O+ 이온이 생성되고, 이는 빠르게 반응하여 하이드로늄 이온(H3O+)과 짧은 수명의 하이드록실 라디칼(•OH)이 된다)[7]
- 200 fs – 평균적인 화학 반응 (예: 눈의 안료가 빛에 반응하는 것)[5]
- 300 fs – 아이오딘 분자 내 원자의 진동 지속 시간[8]

## 같이 보기
- 펨토화학
- 펨토초 펄스 성형
- 초고속 레이저 분광학
- 모드 잠금
- 마이크로초
- 밀리초
- 나노초
- 크기 정도 (시간)
- 아메드 즈웨일